# Edeltraud Braun von Stransky

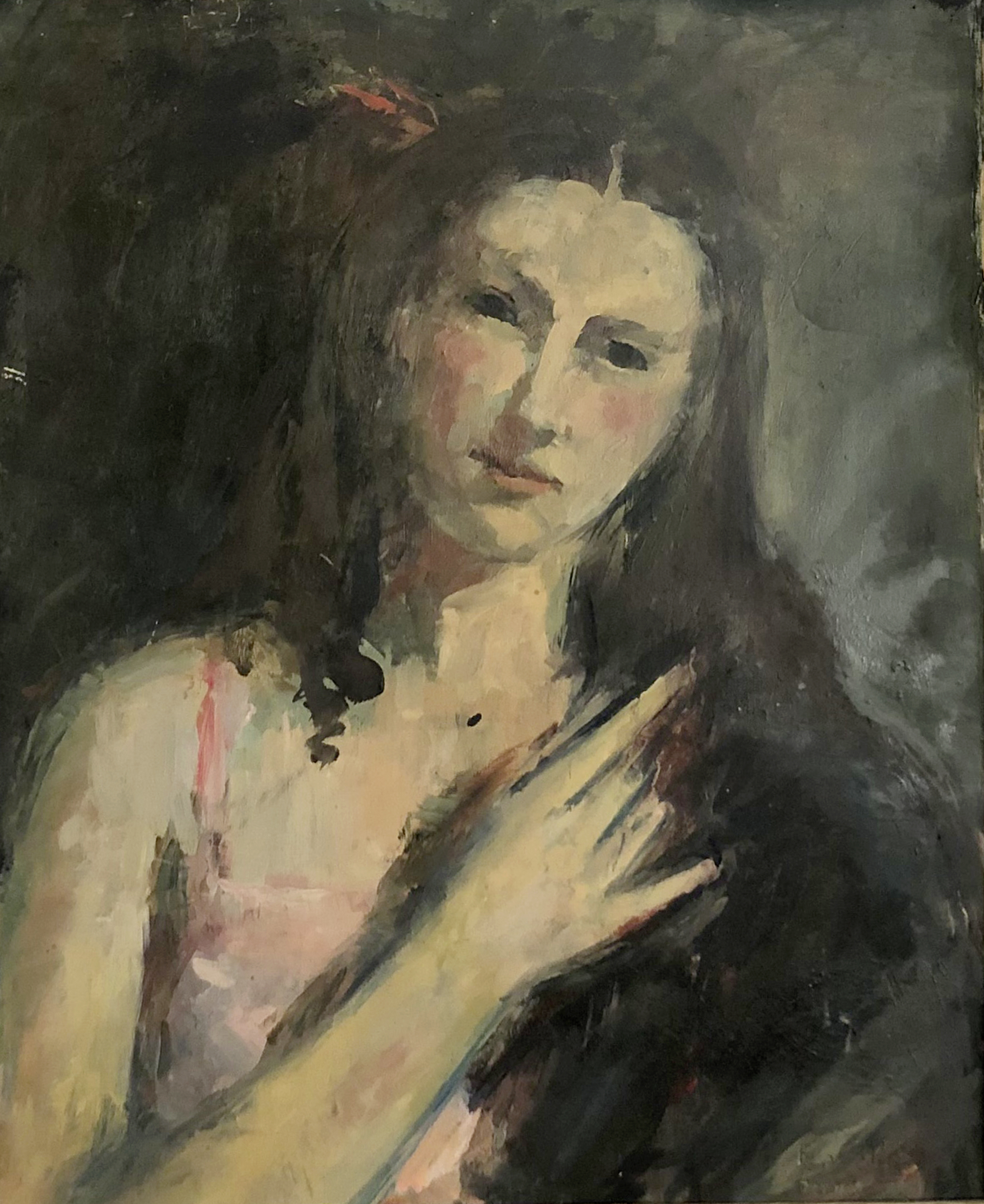
Edeltraud Braun von Stransky: Selbstporträt, 1947, Öl, in Privatbesitz

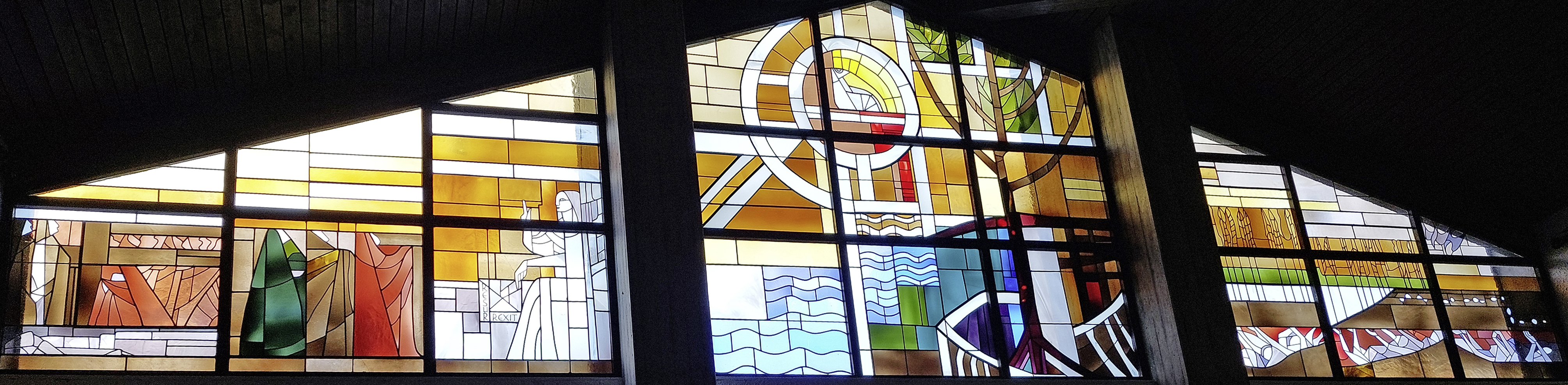
Glasfenster im Giebel der Aussegnungshalle des Waldfriedhofs in Kirchseeon, 1981. Es thematisiert Tod und Auferstehung.

Edeltraud Braun von Stransky (* 27. Juli 1924 in München; † 6. Dezember 2023) war eine deutsche Malerin, Mosaikkünstlerin und Kunstpädagogin.

## Leben

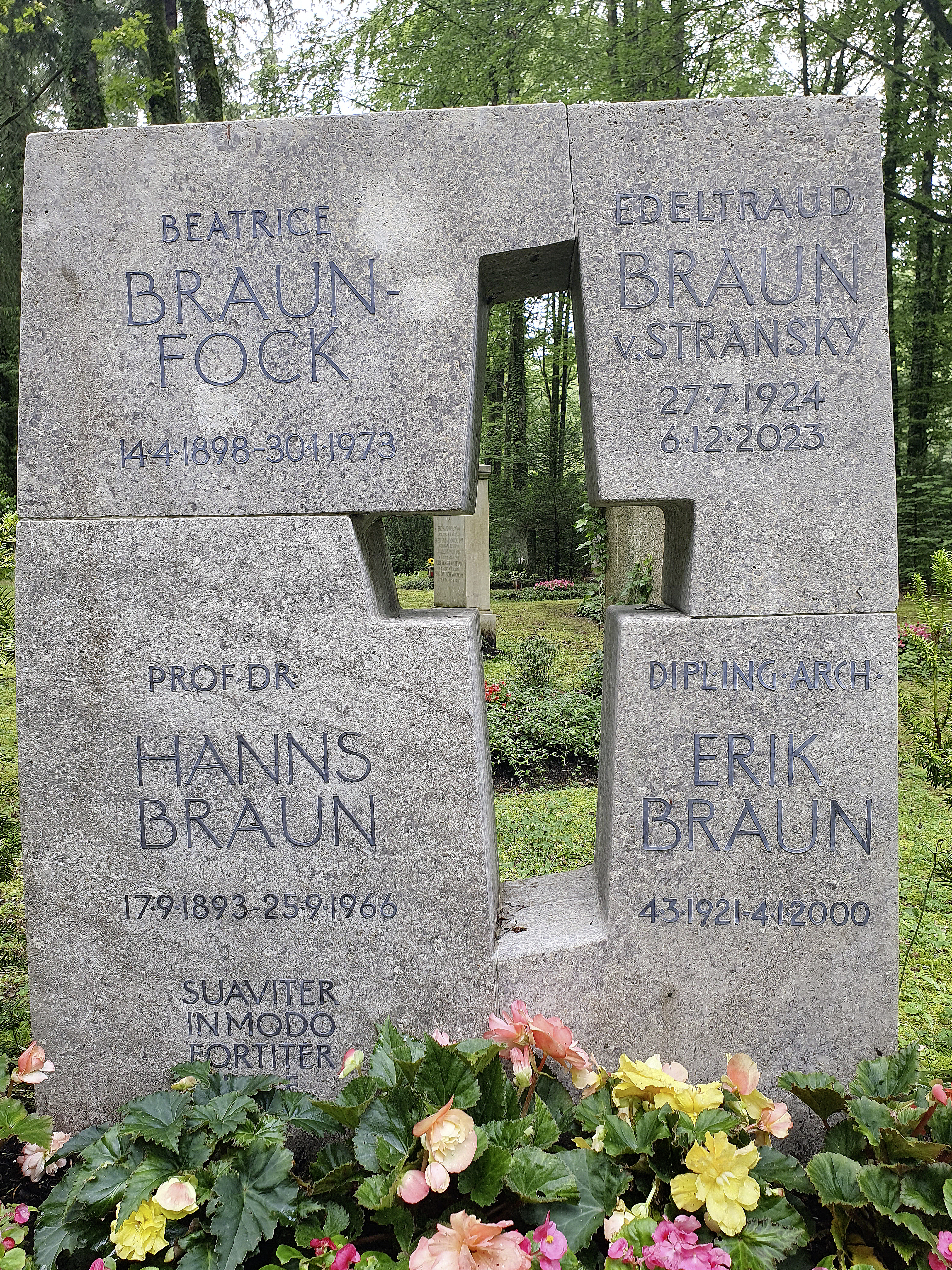
Grabstätte der Familie Braun am Waldfriedhof in Grünwald

Edeltraud Braun von Stransky ─ geboren 1924 und bis 2020 künstlerisch schaffend ─ besuchte nach der Grundschule fünf Jahre lang das humanistische Gymnasium im Angerkloster in München. 1938 begann sie eine Ausbildung im Zeichnen bei dem Kirchenmaler Josef Bergmann. Ab 1941 studierte sie an der Akademie der Bildenden Künste München bei Franz Klemmer Kirchenmalerei, zuletzt ein halbes Jahr im Meisteratelier, bis zur Zerstörung der Akademie im Jahr 1944. 1946 setzte sie ihre Ausbildung an der Akademie (in Haimhausen) bei Franz Nagel und Hans Gött fort. Zu dieser Zeit engagierte sie sich für die Belange ihrer Zunft. Sie war Mitbegründerin des Berufsverbandes Bildender Künstler (BBK) in München und Oberbayern.
Am 6. März 1947 meldete sie ihr Gewerbe als Kunstmalerin und Grafikerin an. Von 1956 bis 1966 arbeitete sie im eigenen Atelier in der Wittelsbacherstraße in München. 1960 zog die Familie nach Grünwald um. 1966 gab sie ihr Atelier in München auf und war bis 2020 in ihrem Grünwalder Atelier tätig. Von 1970 bis 1990 wirkte sie als Kunsterzieherin am Erzbischöflichen Edith-Stein-Gymnasium. Von 1978 bis 2017 unterrichtete sie Zeichnen und Malen an der Volkshochschule München-Grünwald.
Edeltraud Braun von Stransky war mit dem Architekten Erik Braun verheiratet. Aus der Ehe gingen zwei Kinder hervor. Ihre Schwiegereltern waren der Journalist Hanns Braun und die Illustratorin Beatrice Braun-Fock. Edeltraud Braun von Stransky verstarb 2023 in ihrem hundertsten Lebensjahr.

## Werk

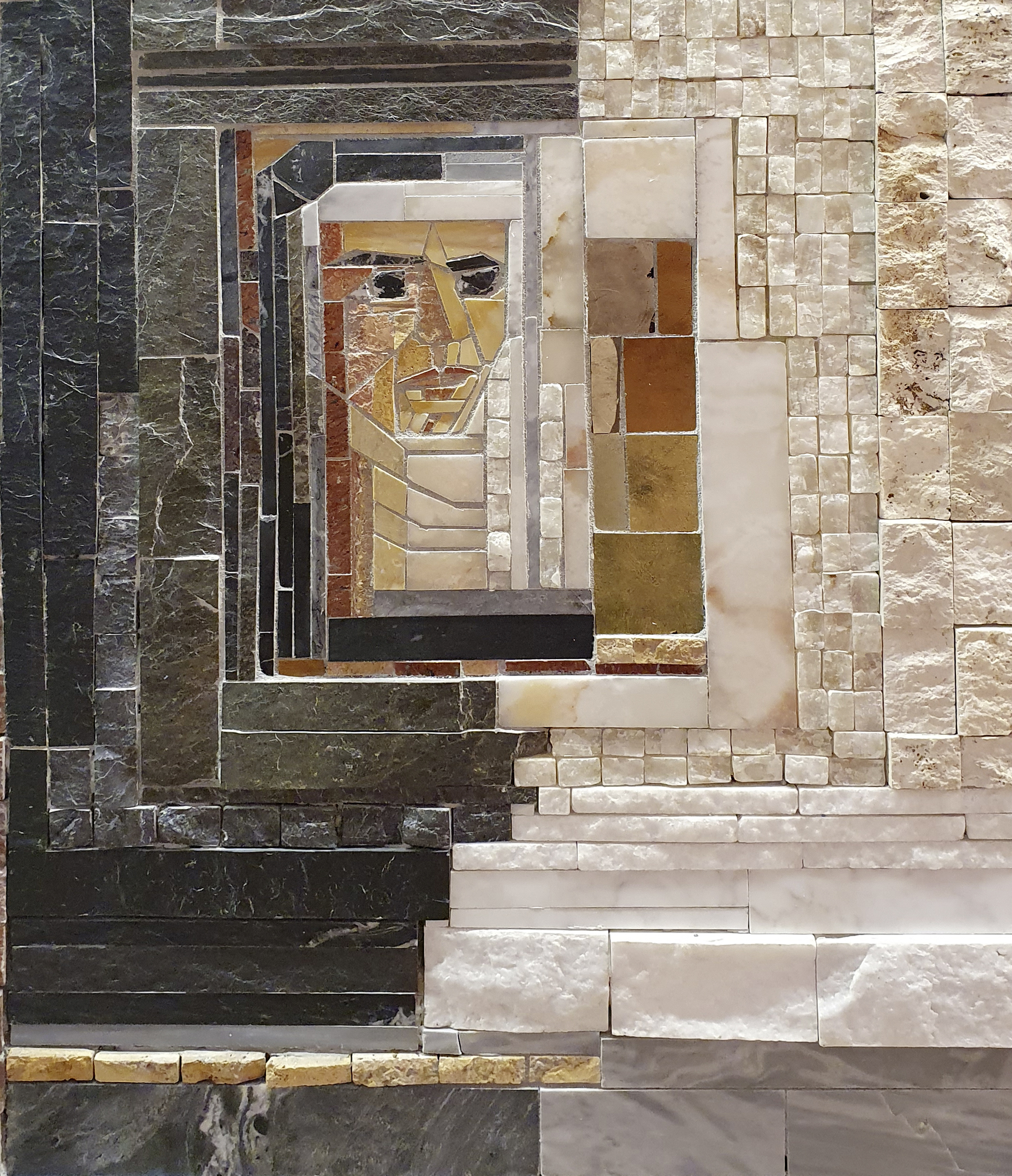
Edith Stein, Ausschnitt aus der Bildwand in der Eingangshalle des Edith-Stein-Gymnasiums in München. Mosaik mit berühmten Vertretern des Dominikaner-Ordens.

In den 1950er bis 2000er Jahren war sie vor allem im Bereich Kunst am Bau tätig. Sie schuf Wandbilder und Glaskunst in öffentlichen Gebäuden, in Schulen, Altenheimen, Rathäusern, Schwimmhallen, Kirchen in München und im süddeutschen Raum. Mosaike und Glaskunst entstanden in Zusammenarbeit mit der Mayer’schen Hofkunstanstalt in München. Als Stilmittel sind Zitate religiösen oder mythischen Ursprungs in viele ihrer Malereien und Mosaike integriert. Die meisten ihrer Mosaike, Bandeisen-Bilder, Glasfenster und Wandmalereien (in Spachteltechnik oder Sgraffito) sind bis heute erhalten und öffentlich zugänglich. Im Auftrag der Landeshauptstadt München restaurierte der Künstler Michael Lukas das Wandbild "Zoo" in der Grundschule am Mariahilfplatz in München.
Zu den öffentlich zugänglichen Zeugnissen ihres Wirkens, den Mosaiken, Wandgestaltungen und Glasfenstern, tritt ein großes Œuvre an Zeichnungen, Skizzenbüchern und Gemälden (Öl und Acryl): Porträts, Natur-, Landschafts- und Städtebilder, u. a. „München leuchtet“, Alltagsszenen und Stillleben.
Für die Münchner Kirchenzeitung, ehemals Münchener katholische Kirchenzeitung, Jahrgang 48 (1955) und Jahrgang 49 (1956), war Edeltraud Braun von Stransky als Illustratorin tätig. Sie bebilderte mit Tuschzeichnungen, welche die Dramatik der Begebenheiten widerspiegelten, unter anderem den Tatsachenbericht „34 Tage ohne Hoffnung“ von Robert Trumbull, der jahrgangsübergreifend in 17 Ausgaben fortgesetzt erschien.
Ihre Reisen in die Türkei, nach Spanien, Portugal, Jordanien, Ägypten, Mexiko, Peru – die sie vor allem in den 1990er Jahren unternahm – verarbeitete sie in Zyklen, u. a. Der Pilgerweg von Santiago di Compostela. Ihre Reisebilder sind ineinander verwobene Impressionen von Vegetation, Landschaft, Bauwerken, Gemäuern, Orten der Gottesverehrung und der Menschen inmitten ihrer jeweiligen Kulturen.

### Werke (Auswahl)

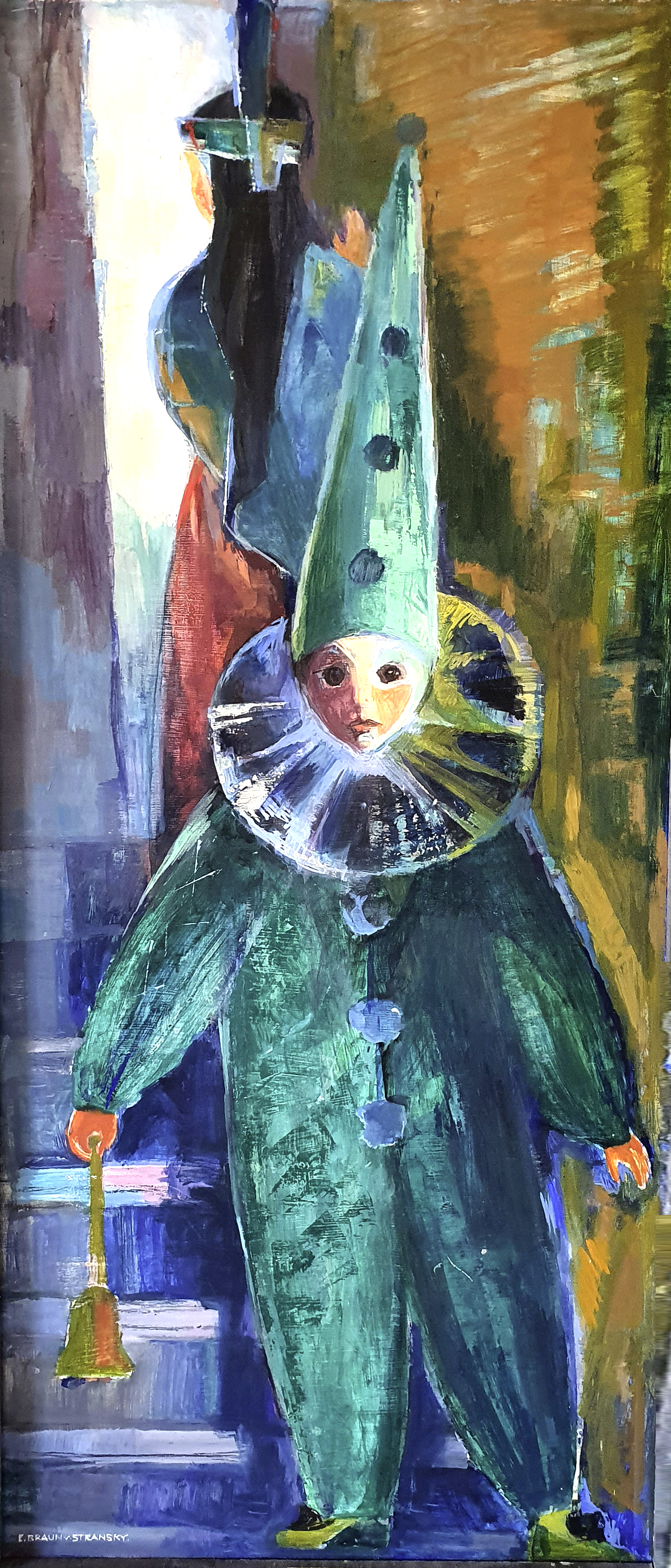
Impression Kinderfasching, 1960, Öl, Privatbesitz.

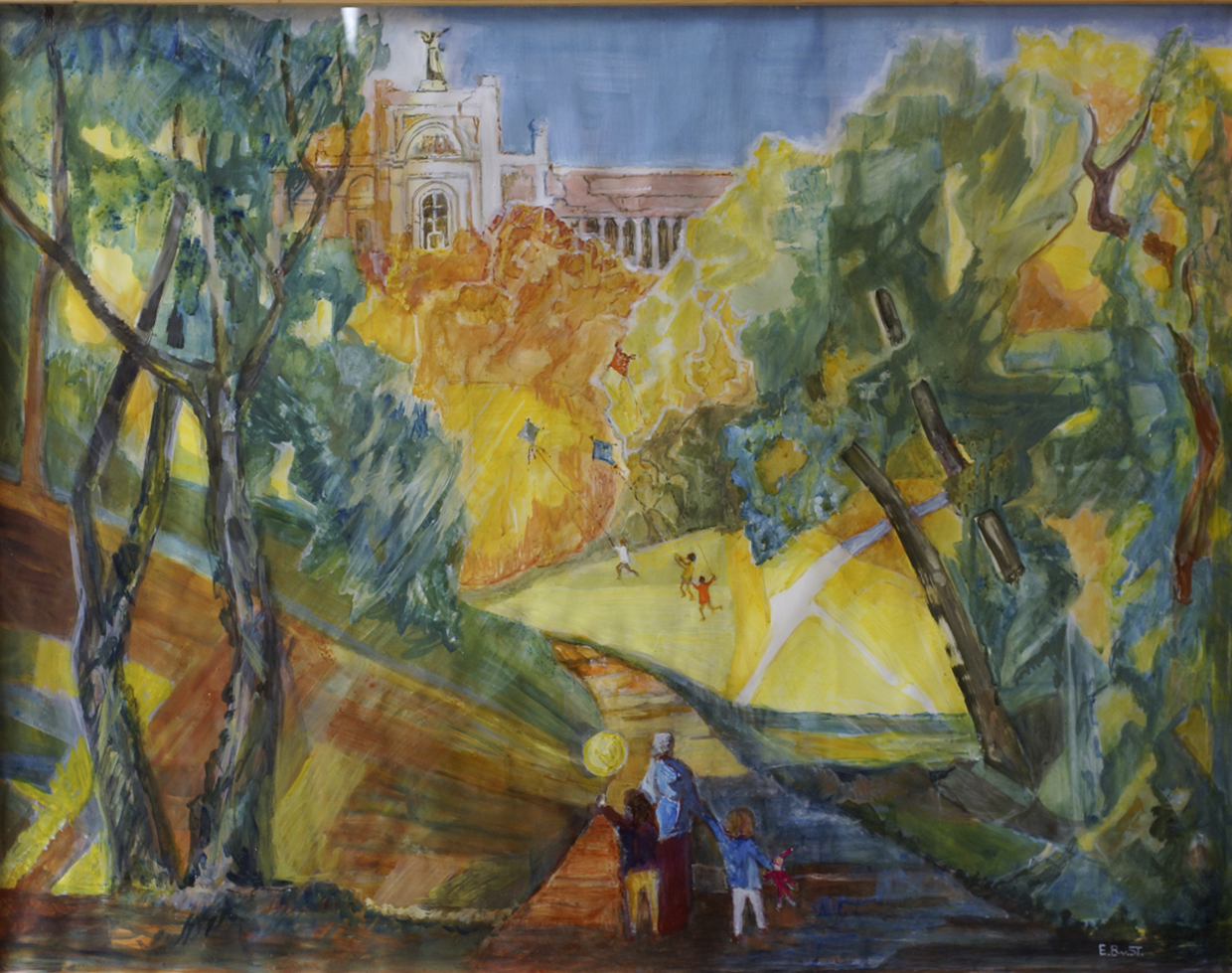
Maximilaneum, aus dem Zyklus München leuchtet, Acryl, 2000, Privatbesitz.

- 1954: Drei Glasfenster beim Taufbecken in der Kirche St. Josef in Töging am Inn.[6][7][8]
- 1958: Wandmalerei, Spachteltechnik; Grundschule am Mariahilfplatz; Auftraggeber war die Landeshauptstadt München
- 1981: Glasfenster in der Aussegnungshalle am Waldfriedhof Kirchseeon[9]
- 1983: Mosaike in der Eingangshalle des Edith-Stein-Gymnasiums, München
- Mosaike im Rathaus Grünwald und in der Aussegnungshalle Grünwald[10] (1990, 2008)
- Kirche Maria Königin in Grünwald: Kreuz in der Werktagskapelle (1980), Kreuzweg in Stein-Mosaik mit Holzeinlagen in 8 Stationen (2003) und der Gute Hirte (2007)[11]
- Die Türen der Klassenzimmer der Grundschule, Blutenburgstr. 3 in München (ehemals Volksschule am Marsfeld), waren Objekt der Ausstellung „Architektur der Wunderkinder“[12] in der Pinakothek der Moderne, 3. Februar bis 30. April 2005, „Trotz der sparsamen Mittel sollte durch die Ausstattung – die Türen der Klassenzimmer sind mit geographischen Motiven von Edeltraud Braun von Stransky bemalt (1957) – eine kindgerechte Atmosphäre geschaffen werden.“ (Die Formulierung „bemalt“ ist ungenau; es handelt sich eigentlich um farbig gestaltete Linolschnitte.)

## Ausstellungen (Auswahl)
- Edeltraud Braun von Stransky war im Haus der Kunst, im Rahmen der von 1949 bis 2011 jährlich ausgerichteten „Großen Kunstausstellung München“, fünfmal (1953, 1954, 1964, 1965 und 1972) mit je einem Werk vertreten.[13]
- 1980: Meditation und Vision, Ausstellung zum 86. Deutschen Katholikentag, Haus am Lützowplatz, Berlin (Gruppenausstellung)[14]
- 2003: Mosaik, Ausstellung im Museum „Reich der Kristalle“ 22. Mai – 28. September[15]
- 2009: Der Pilgerweg von Santiago di Compostela. Werke von Edeltraud Braun von Stransky, Friedenskirche Bad Wiessee.[16]
- 2022: 07.07. bis 12.08. „Wir sind zu Gast auf Erden“, Werke aus Gegenwart und Vergangenheit, Rathaus Grünwald[17]